# Елизавета Франциска Австрийская (1892—1930)
Елизавета Франциска Мария Каролина Игнатия Австрийская (нем. Elisabeth Franziska Marie Karoline Ignatia von Österreich; 27 января 1892, Вена — 29 января 1930, Хайменкирх) — старшая дочь эрцгерцога Франца Сальватора Австрийского и принцессы Марии Валерии Австрийской.

## Биография
19 сентября 1912 года Елизавета Франциска вышла замуж за графа Георга фон Вальдбурга цу Зейль Хохенемса (1878—1955). Это был брак по любви, а не по политическим причинам. Георг фон Вальдбург не имел за душой ни копейки и служил репетитором у братьев Елизаветы Франциски.
У супругов было четверо детей:
- Мария Валерия Вальдбург цу Зейль (1913—2011), в 1936 году вышла замуж за эрцгерцога Георга Австрийского, принца Тосканского (1905—1952), младшего сына эрцгерцога Петера Фердинанда Австрийского. Имела девять детей.
- Клементина Вальдбург цу Зейль (1914—1941), не была замужем, детей не имела
- Елизавета Вальдбург цу Зейль (1917—1979), не была замужем, детей не имела
- Франц Йозеф Вальдбург цу Зейль (1927—2022), в 1956 году женился на графине Присцилле Шёнборн-Визентхайд. Имел семерых детей.

Эрцгерцогиня Елизавета Франциска в течение некоторого времени была художницей. Она умерла в возрасте 38 лет от пневмонии 29 января 1930 года. Её вдовец женился почти два года спустя, 29 декабря 1931 года, на её младшей сестре Гертруде Марии.